# Carl Coerper
Carl Arthur Johannes Coerper (* 24. September 1886 in Elberfeld; † 4. Januar 1960 in Wuppertal) war ein deutscher Mediziner sowie Rasse- und Sozialhygieniker.

## Leben
Coerper war der Sohn eines evangelischen Pfarrers. Er absolvierte ein Medizinstudium in Tübingen, Kiel und Bonn und wurde 1911 approbiert und 1912 zum Dr. med. in Heidelberg promoviert. Sein Medizinalpraktikum leiste er in der Heidelberger Kinderklinik und im deutschen Hospital in London ab. Ab 1913 war er als Assistenzarzt im Säuglingsheim Barmen tätig. Am Ersten Weltkrieg nahm er durchgehend als Marine-Oberassistenzarzt teil. Ab 1918 war er wieder an der Kinderklinik Barmen als Sekundararzt und 1920 als Kreiskommunalarzt im Landkreis Düsseldorf tätig. 1924 wurde er nach dem Kreisarztexamen zum Leiter des Gesundheitsamtes Köln ernannt. 1926 stieg er zum Stadtobermedizinalrat und Beigeordneten für das Gesundheits- und Wohlfahrtswesen in Köln auf. 1928 war Coerper Mitbegründer der Deutschen Gesellschaft für Soziale Hygiene. Er habilitierte sich 1932 über das Verhältnis von Sozialhygiene zur Sozialbiologie und Soziologie.

### Wirken während des Nationalsozialismus
Coerper blieb nach 1933 in seinem Amt, da er die neuen rassehygienischen Gesetze der Nationalsozialisten begrüßte. Er trat zum 1. Mai 1933 in die NSDAP (Mitgliedsnummer 2.096.207) und in den NS-Lehrerbund sowie den NSD-Ärztebund ein. Coerper organisierte das Gesundheitswesen in Köln nach rassehygienischen Gesichtspunkten und legte eine Erbgesundheitsdatei von rund 400.000 Kölnerinnen und Kölnern an. Von ihnen wurden über 3000 Menschen zwangssterilisiert. Seit 1937 lehrte Coerper als Professor für Sozialhygiene, Rassenhygiene und Volksgesundheit an der Universität Köln und war Kurator der medizinischen Fakultät. Nach den schweren Bombenangriffen auf Köln im Mai 1942 ließ Coerper die Anstalten Hausen-Waldbröl und Klosterhoven räumen und in Hilfslazarette für Kölner Bombenopfer umwandeln. Zahlreiche Patienten und Patienten aus Hausen-Waldbröl und Klosterhoven wurden nach Hadamar gebracht und dort ermordet.

### Wirken in der Nachkriegszeit
Nach Kriegsende wurde Carl Coerper aus seinen Ämtern als Stadtobermedizinalrat, Beigeordneter der Stadt Köln und Lehrbeauftragter der Universität Köln entlassen. Ende 1945 stellte ihn der diakonische Unternehmer Karl Pawlowski für sein Evangelisches Hilfswerk Westfalen ein. Coerper leitete das Referat „Gesundheitsdienste“. Carl Coerper nutze alte Kontakte im Gesundheitswesen, um für das Evangelische Hilfswerk Westfalen große Mengen an Medikamenten im Wert von mehreren Millionen Reichsmark zu sammeln. Bis 1948 gründete Coerper dreißig Krankenhäuser und Heime für seinen neuen Arbeitgeber. Coerpers Beziehung zu seinen Freunden Richard Siebeck und Viktor von Weizsäcker ermöglichten Karl Pawlowski die Gründung der ersten psychosomatischen Fachklinik in Westdeutschland, der Klinik Wittgenstein in Bad Berleburg.
1950 übernahm Coerper die Geschäftsführung der „Arbeitsgemeinschaft für Gesundheitswesen“ (AGG) am Institut zur Förderung öffentlicher Angelegenheiten, Frankfurt/M. (ab 1955 Deutsche Zentrale für Volksgesundheitspflege). 1952 nahm er seine Dozententätigkeit für das Fach „Sozialhygiene“ an der Universität Köln wieder auf und vertrat ein leistungsbezogenes Gesundheitsverständnis. Ab 1954 war er stellvertretender Vorsitzender des Bundesausschusses für gesundheitliche Volksbelehrung. Am 4. Januar 1960 verstarb Carl Coerper in Wuppertal.

## Schriften
- Über zuckerspaltende Fermente in der Faeces des gesunden und kranken Säuglings. Köhler/Elberfeld, Barmen 1912 (Dissertation, Universität Heidelberg, 1913).
- Die Bedeutung des fiktionalen Denkens für die medizinische Wissenschaft (= Annalen der Philosophie. Bd. 1). Leipzig 1919.
- Mitarbeit: Karl Anton Worringen (Hrsg.): Was muss der Arzt von den Leibesübungen wissen? Ein Ratgeber für jeden Arzt und ein Leitfaden für die sportärztliche Praxis (= Gesundheit und Sport. Bd. 2). J. F. Lehmann, München 1927.
- Das Jugendlichenalter. In: Paul Selter (Hrsg.): Praktische Gesundheitsfürsorge. Bd. 2, Enke, Stuttgart 1929, S. 143–204.
- Die Sozialhygiene in ihrem Verhältnis zu Sozialbiologie, Soziologie und Sozialphilosophie. Leopold Voss, Leipzig 1932.
- Über die Aufgaben der Klinik auf dem Gebiete der sozialen Pathologie. In: Münchener medizinische Wochenschrift. Bd. 34 (1933), S. 1329–1332.
- Die sozialbiologische Diagnose (= Veröffentlichungen aus dem Gebiet des Volksgesundheitsdienstes. Bd. 49/3). R. Schoetz, Berlin 1937.
- Mitarbeit: Lothar Loeffler (Hrsg.): Arbeit, Freizeit und Familie im Hinblick auf die Ehe, das Alter und die Jugend. Referate und Ergebnisse der Arbeitstagung der Deutschen Arbeitsgemeinschaft für Jugend- und Eheberatung 1955 in Nürnberg. Thieme, Stuttgart 1955.